# Reuzegom
Reuzegom fue una fraternidad flamenca de la Universidad KU Leuven. Integrante del Gremio de Sociedades Estudiantiles de Amberes (Antwerpse Gilde), fue conocida por un caso de maltrato animal en 2013 y un caso de abuso físico y psicológico de 2018 de tres de sus miembros que resultó en la muerte de uno y la disolución de la fraternidad. El caso constituyó la primera muerte por una novatada en Bélgica. 

## Historia
La fraternidad fue fundada el 21 de febrero de 1946 por Frans De Meester, Remi Verselder y Hugo Schiltz. El nombre original de la sociedad era OXACO-Leuven, una abreviatura de "Capítulo de Lovaina del Xaveriuscollege Alumni". Fue una reunión de estudiantes de la Universidad Católica de Lovaina que eran exalumnos del Xaverius College, una escuela secundaria en Borgerhout, Amberes. En 1957, el nombre fue cambiado a "Reuzegom": una referencia a los reuzekes (pequeños gigantes del folclore de Borgerhout).
En los años setenta, Reuzegom se convirtió en una de las fraternidades líderes de Antwerpse Gilde (la organización de fraternidades de Amberes en Lovaina). En el momento de su disolución en 2018, el club contaba con aproximadamente treinta miembros activos. Entre sus miembros se encontraban estudiantes de derecho, ingeniería e ingeniería comercial de la Universidad de KU Leuven. La fraternidad fue considerada elitista, y la se ha afirmado que protegía su exclusividad a través de una tradición de novatadas extremas. Fue exclusivamente blanca hasta 2015, cuando se presentó el primer miembro no blanco. La segunda persona de color en postularse murió durante su iniciación en 2018 como resultado del abuso por parte de otros diecisiete miembros de Reuzegom.
Los miembros activos en el momento de la disolución en 2018 (nombres en clave) eran Jef J. ("Zaadje"), Alexander G. ("Janker"), Julien De V. ("Placebo"), Bram L. ("Rustdag"), Arthur V. ("Sondage"), Benoît P. ("Protput"), Viktor K. ("Pronker"), "Tjernokak", "Pamper", baron Donald de V. de W. ("Elio"), Zazou B. ("Rafiki"), Jef S. ("Flodder"), Maxime P. ("Ketter") , Arthur G. ("Shrek"), Maurice G. ("Kletsmajoor"), Willem P. (" Randi "), Simon P. (" Remorke "), Leon L. (" Strontvlieg "), Quentin W. (" Paterberg "), Jérôme V. (" Igean "), Pierre O. (" Wally "), Taras M., Victor D., Christophe M. y Joachim Meeusen (“Zozo ”).
El emblema de Reuzegom consiste en el león flamenco y los colores característicos eran el verde y blanco.

## Denuncia de maltrato
En 2013, el grupo de derechos de los animales GAIA presentó una denuncia contra la fraternidad, luego de que se filtrara un vídeo en el que se veía a los miembros abusando y matando a un lechón como parte de la ceremonia de novatadas. Finalmente, nadie fue acusado.

## Carta de novatadas
Más tarde, en 2013, después del incidente de maltrato animal, KU Leuven elaboró una "carta de novatadas" para ser firmada por sociedades estudiantiles, fraternidades y hermandades de mujeres, en un intento por hacer que las prácticas de novatadas sean más seguras. Firmar la carta habría sido un compromiso para notificar a la ciudad el lugar y la hora de la ceremonia de las novatadas y abstenerse de actos de violencia, racismo, extorsión, intimidación, agresión sexual, y discriminación. Reuzegom, así como las otras fraternidades y hermandades del Gremio de Amberes, se negaron a subscribirse. En abril de 2019, las 28 fraternidades restantes en Lovaina firmaron la carta.

## Muerte de Sanda Dia
En 2018, el estudiante de 20 años, Sanda Dia murió como resultado del abuso físico que sufrió durante el ritual de iniciación de Reuzegom de dos días en Lovaina y una cabaña en el bosque en Vorselaar. Fue admitido en el Hospital Malle el 5 de diciembre a las 21:15. Al llegar, su temperatura corporal marcaba 27,2 °C (81 °F). Se le presentó sangrando por la nariz y la boca, y se encontró que tenía niveles extremos de salinidad en sangre como resultado del consumo forzado de salsa de pescado y la negativa de sus compañeros a dejarlo beber agua o refrescos. Unas horas después de su llegada al hospital, Dia murió por insuficiencia orgánica múltiple.
Mientras Dia era tratado en el hospital, los miembros de Reuzegom intentaron despejar la cabaña y el dominio circundante en Vorselaar que evidenciaba el abuso. Cuando un comisario de policía llegó al lugar a las 4 de la mañana, notó que el lugar estaba "completamente limpio". El pozo en el suelo en el que más tarde se demostró que Dia había estado cubierto de agua helada durante horas, había sido llenado. Los miembros del club también habían intentado borrar sus huellas digitales, pero se recuperaron algunos vídeos y fotos. Los mismos, mostraban a Dia inconsciente en el suelo, a un miembro de Reuzegom defecando sobre alguien (Dia u otro iniciado) en el pozo, y al grupo cantando "Corta esas manitas, el Congo es nuestro" (una burla que hacía apología al genocidio congoleño, que incluyó la mutilación masiva de los pueblos africanos) a una persona de color sin hogar en la calle.

## Disolución e investigación judicial
Tras la muerte de Dia, Reuzegom fue disuelta. La identidad de todos los miembros de la fraternidad, presentes y pasados ha sido eliminada con éxito del  Internet y los medios de comunicación, a pesar de que los nombres de los miembros, exalumnos y presídium (los miembros gobernantes) eran de conocimiento público, y aunque los exalumnos de Reuzegom eran conocidos, incluso antes de la muerte de Dia, por ocupar puestos de poder y responsabilidad en la sociedad.
Aunque inicialmente se dijo que los estudiantes presentes en el ritual de iniciación de 2018 serían suspendidos de la universidad, esto no sucedió. En cambio, la suspensión fue reemplazada por una sanción disciplinaria de treinta horas de servicio comunitario: las posibilidades incluían escribir un ensayo sobre la historia de las tradiciones de novatadas, brindar tutoría gratuita y asistir a un programa de vacaciones.
Las investigaciones judiciales concluyeron en julio de 2020. Debido a que un miembro de Reuzegom involucrado en la muerte de Dias es hijo de un juez en Amberes, el caso no pudo ser archivado en dicha ciudad. Para evitar conflictos de intereses, el caso se trasladó al distrito vecino de Amberes, Limburg.
El 4 de septiembre de 2020 se pospuso indefinidamente la decisión de si los interesados debían comparecer ante el tribunal. Universidades de Amberes, Lovaina y Bruselas han anunciado que iniciarán procedimientos disciplinarios internos porque un estudiante de la universidad estuvo involucrado en el incidente.

## Opinión pública
En julio de 2020 se llevó a cabo una reconstrucción de la novatada de 2018, la cual culminó con protestas públicas. El hashtag #JusticeForSanda circuló en las redes sociales, encapsulando la preocupación de que si los diecisiete miembros de Reuzegom implicados (que gozan de total anonimato) no son acusados de delitos graves, pueden continuar sus estudios y, como sus predecesores, continuar hacia posiciones de poder en la sociedad y en el sistema judicial.